# Uglitsch
Uglitsch (russisch У́глич) ist eine Stadt in Russland in der Oblast Jaroslawl mit 34.507  Einwohnern (Stand 14. Oktober 2010).
Sie befindet sich am Oberlauf der Wolga und am Staudamm des Uglitscher Stausees. Von dort sind es – jeweils Luftlinie – knapp 70 km in Richtung Norden bis zum Rybinsker Stausee und rund 200 km nach Süden bis nach Moskau.

## Geschichte
Uglitsch wurde im Jahre 937 erstmals erwähnt und ist eine der Städte des Goldenen Ringes um Moskau. Der Name der Stadt stammt nach Meinung einiger Historiker vom russischen Wort ugol – Ecke – ab, da die Wolga nahe der Stadt einen knickähnlichen Bogen macht.

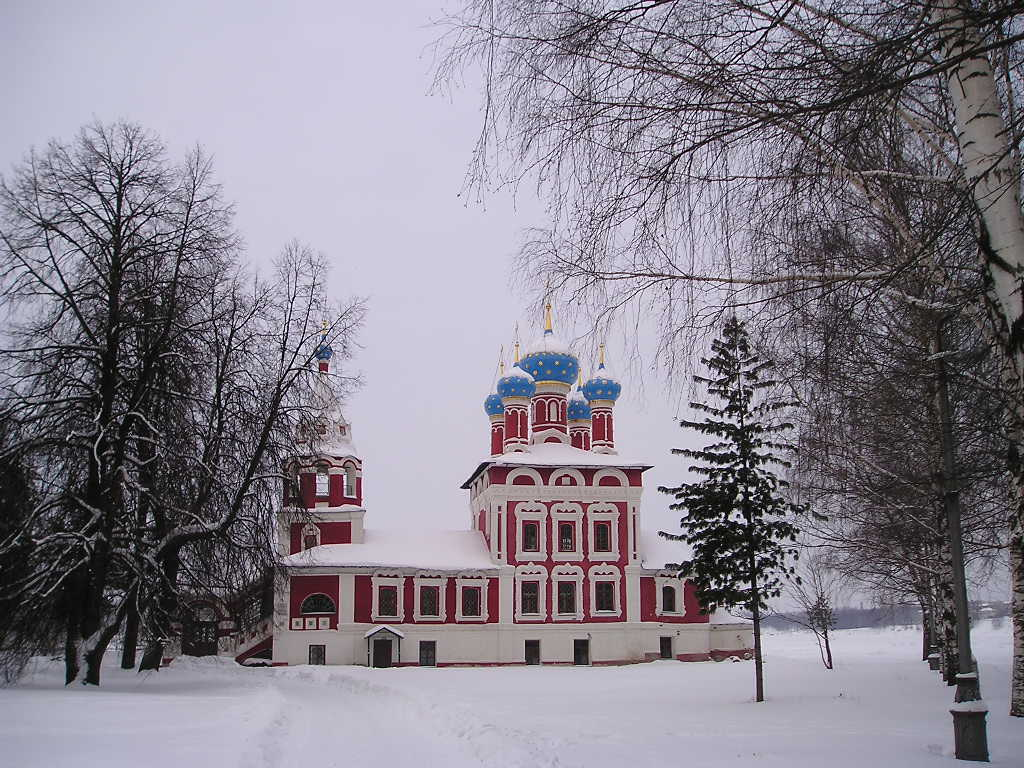
Demetrios-Kirche oder Blutskirche aus dem Jahre 1692

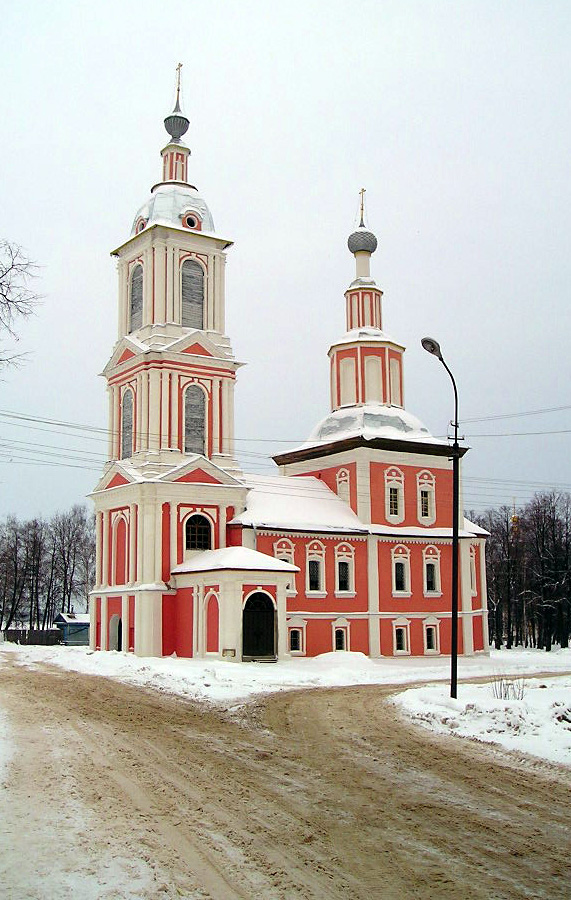
Kasaner Kirche

Während der Zeit der mongolischen Eroberungszüge im europäischen Russland im 13. Jahrhundert wurde die Stadt mehrmals niedergebrannt und verwüstet. Nach 1450 hatte Uglitsch zeitweise eine überregionale Bedeutung als Handelszentrum und prägte auch eigene Münzen. Ebenfalls im 15. Jahrhundert ließ Fürst Andrei einen Kreml in der Stadt errichten, also eine für altrussische Städte typische, mit einer Mauer und Wachtürmen umgebene Festung.
Nach dem Tode Iwans des Schrecklichen kamen seine Frau Maria und sein Sohn Dmitri nach Uglitsch. Dort kam Dmitri 1591 unter ungeklärten Umständen ums Leben. Vermutet wird, dass Regent Boris Godunow ihn ermorden ließ, um die Familie der Rurikiden erlöschen zu lassen und selbst Zar zu werden. An der Stelle, an der Dmitri starb, errichtete die Stadt im Jahre 1692 die Demetrios-Kirche. Der russische Dichter Alexander Puschkin griff dieses Thema in seinem Drama Boris Godunow auf.
1611 wurde Uglitsch erneut verwüstet, diesmal von den Truppen Pseudodimitris des II., die vom polnisch-litauischen Szlachcic Jan Piotr Sapieha angeführt wurden. Nach der Befreiung der Stadt konnte sie in der zweiten Hälfte des 17. Jahrhunderts erneut einen wirtschaftlichen Aufschwung als Handelsstadt verbuchen, auch entstanden in dieser Zeit in Uglitsch mehrere steinerne Kirchengebäude.
Bis in die erste Hälfte des 20. Jahrhunderts hinein gab es in Uglitsch kaum Industrie und auch keinen Eisenbahnanschluss. Erst in der Zeit nach der Oktoberrevolution begann sie sich hier zu entwickeln, nachdem in den 1930er-Jahren nahe Uglitsch ein Wasserkraftwerk errichtet wurde. Allerdings fielen dem Kraftwerksbau mehrere alte Kirchengebäude und ein Kloster zum Opfer. Nach dem Zweiten Weltkrieg entstanden in Uglitsch einige größere Industrieobjekte, darunter drei Maschinenbaubetriebe, eine Holzverarbeitungs- und eine Möbelfabrik.
Im November 2008 wurde ein Kabelwerk der französischen Firma Nexans in Betrieb genommen.
In Uglitsch bestand das Kriegsgefangenenlager 221 für deutsche Kriegsgefangene des Zweiten Weltkriegs.
Deutsche Partnerstadt von Uglitsch ist Idstein im Taunus.

### Bevölkerungsentwicklung
| Jahr | Einwohner |
| ---- | --------- |
| 1897 | 9.698     |
| 1926 | 8.026     |
| 1939 | 12.282    |
| 1959 | 28.890    |
| 1970 | 35.463    |
| 1979 | 39.069    |
| 1989 | 39.975    |
| 2002 | 38.260    |
| 2010 | 34.507    |

Anmerkung: Volkszählungsdaten

## Sehenswürdigkeiten
Einige der bekanntesten Bauten sind neben dem Uglitscher Kreml das Kloster Mariä Schutz und Fürbitte (1483) und die Erlöserkathedrale (1485). Sie stammen beide aus der Blütezeit der Stadt.
Ebenfalls interessant ist die prächtige Kathedrale des berühmten russischen Architekten Konstantin Thon.
Wodka ist eines der berühmtesten russischen Produkte. In Uglitsch befindet sich in der Rostowskajastrasse 1 ein Museum der Geschichte des russischen Wodkas. In diesem kleinen Museum werden Wodkaflaschen aus zahlreichen lizenzierten russischen Wodkabrennereien in Glasvitrinen ausgestellt. Es wird gezeigt, wie der Wodka hergestellt wird und natürlich ist in einer Führung auch eine Verkostung des Uglitscher Wodkas mit inbegriffen. Vielleicht wird zusätzlich auch noch ein Becher Met aus Susdal kredenzt.
Neben dem Wodkamuseum befindet sich ein weiteres kleines Museum, das Museum der Gefängniskunst.
Erholung suchen die Uglitscher im Park des Sieges. Das ist ein Vergnügungspark. An einem der Eingänge, nahe der Wolga, befinden sich die beiden kleinen Museen.

## Verkehr

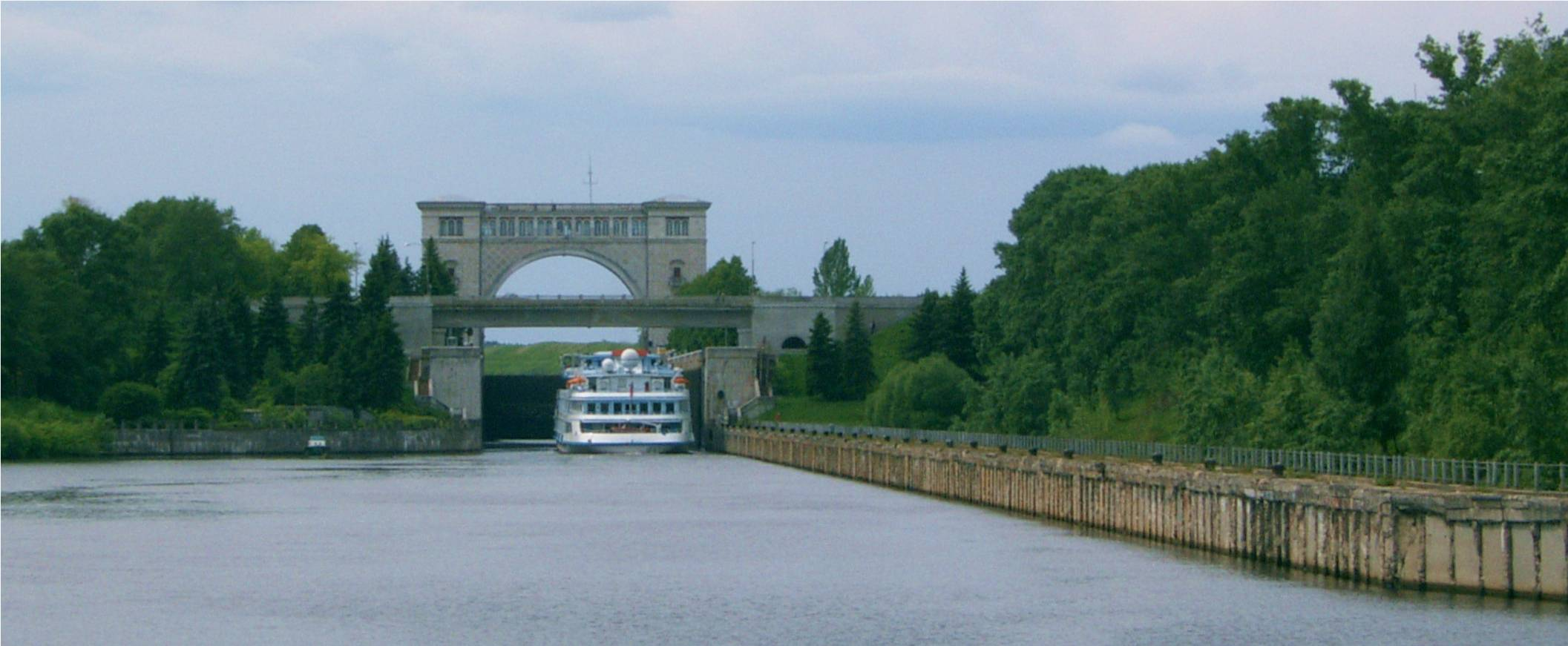
Wolga-Schleuse bei Uglitsch

Uglitsch liegt am Oberlauf der Wolga, die auf diesem Abschnitt mithilfe mehrerer Staustufen schiffbar gemacht wurde. Einer der Dämme befindet sich in der Stadt. Über den Damm verläuft die einzige Straßenverbindung zwischen den Stadtteilen rechts und links der Wolga. Das Stadtzentrum mit den meisten historischen Gebäuden liegt unterhalb des Dammes am rechten Wolgaufer. Hier befindet sich die Anlegestelle für die Ausflugsschifffahrt. Oberhalb des Staudamms, ebenfalls rechts der Wolga, befindet sich in einem Industriegebiet der Güterhafen.
Uglitsch hat durch eine Stichbahn Anschluss an die Eisenbahnstrecke von Moskau nach Sankt Petersburg über Pestowo.
An das Fernstraßennetz Russlands ist Uglitsch durch asphaltierte Landstraßen nach Jaroslawl (100 km), Rybinsk (85 km), Myschkin (40 km), Nekouz (60 km), Kaljasin (55 km) und Rostow Weliki (90 km) angebunden. Die direkten Straßenverbindungen nach Kaschin (50 km) und Nagorje (80 km) sind nicht durchgehend asphaltiert.

## Söhne und Töchter der Stadt
- Alexander Oparin (1894–1980), Biochemiker
- Wladimir Jakimow (1911–1989), Politiker (KPdSU)
- Jekaterina Altabajewa (* 1956), Politikerin